# Table des caractères Unicode/U109A0
Cette page contient des caractères spéciaux ou non latins. S’ils s’affichent mal (▯, ?, etc.), consultez la page d’aide Unicode.
Table des caractères Unicode U+109A0 à U+109FF.

## Méroïtique cursif
Utilisés pour écrire avec l’alphabet Méroïtique cursif.

### Table des caractères
| en fr   | 0 | 1 | 2 | 3 | 4 | 5 | 6 | 7 | 8 | 9 | A | B | C | D | E | F |
| ------- | - | - | - | - | - | - | - | - | - | - | - | - | - | - | - | - |
| U+109A0 | 𐦠 | 𐦡 | 𐦢 | 𐦣 | 𐦤 | 𐦥 | 𐦦 | 𐦧 | 𐦨 | 𐦩 | 𐦪 | 𐦫 | 𐦬 | 𐦭 | 𐦮 | 𐦯 |
| U+109B0 | 𐦰 | 𐦱 | 𐦲 | 𐦳 | 𐦴 | 𐦵 | 𐦶 | 𐦷 |   |   |   |   | 𐦼 | 𐦽 | 𐦾 | 𐦿 |
| U+109C0 | 𐧀 | 𐧁 | 𐧂 | 𐧃 | 𐧄 | 𐧅 | 𐧆 | 𐧇 | 𐧈 | 𐧉 | 𐧊 | 𐧋 | 𐧌 | 𐧍 | 𐧎 | 𐧏 |
| U+109D0 |   |   | 𐧒 | 𐧓 | 𐧔 | 𐧕 | 𐧖 | 𐧗 | 𐧘 | 𐧙 | 𐧚 | 𐧛 | 𐧜 | 𐧝 | 𐧞 | 𐧟 |
| U+109E0 | 𐧠 | 𐧡 | 𐧢 | 𐧣 | 𐧤 | 𐧥 | 𐧦 | 𐧧 | 𐧨 | 𐧩 | 𐧪 | 𐧫 | 𐧬 | 𐧭 | 𐧮 | 𐧯 |
| U+109F0 | 𐧰 | 𐧱 | 𐧲 | 𐧳 | 𐧴 | 𐧵 | 𐧶 | 𐧷 | 𐧸 | 𐧹 | 𐧺 | 𐧻 | 𐧼 | 𐧽 | 𐧾 | 𐧿 |